# SkyFall Vampyr
Vampyr (ukrajinsky Вампир, známý také jako Vampire nebo Baba Jaga, podle bytosti ze slovanského folklóru) je bezpilotní bojové letadlo vyvinuté ukrajinskou společností SkyFall. Výroba začala v roce 2022.

## Popis
Vývoj dronu začal v červnu 2022, v průběhu rozsáhlé invaze Ruska na Ukrajinu.
Vampyr je poměrně velká hexakoptéra, což znamená, že má šest nosných rotorů. Unese 15 kg munice nebo jiného nákladu, vznese se do výšky 400 metrů a má dolet až 10 km. Může nést a shazovat různé typy projektilů — termobarické, kumulativní i tříštivotrhavé, které umožňují efektivně zasáhnout různé typy cílů, včetně tanků a jiných obrněných vozidel.
Všechny „Vampyry“ jsou vybaveny termovizními kamerami, takže jsou schopné nasazení za jakékoliv viditelnosti, a používají se hlavně v noci, na což odkazuje i jejich jméno.
Dron je relativně těžký, což mu zajišťuje poměrně vysokou stabilitu. Byl dokonce zaznamenán i případ, kdy byl jeden ze strojů zasažen palbou ruských ozbrojených sil, ale díky své vysoké pevnosti a odolnosti se dokázal vrátit.
Dron byl pro ozbrojené síly Ukrajiny objednán v rámci projektu „Armáda dronů“. Cena jednoho kusu začíná na 10 000 $.

## Galerie

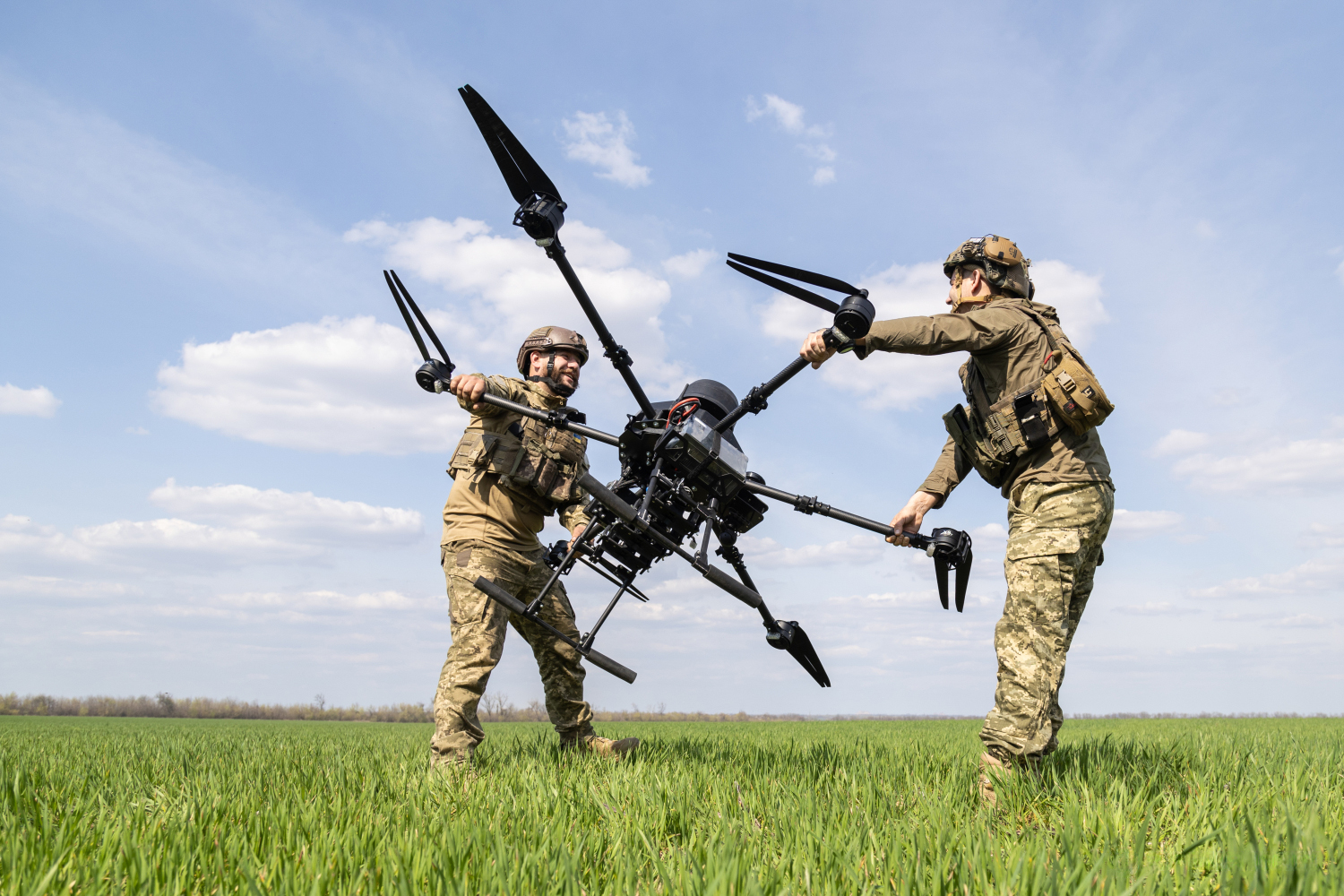
Kalibrace navigačního systému
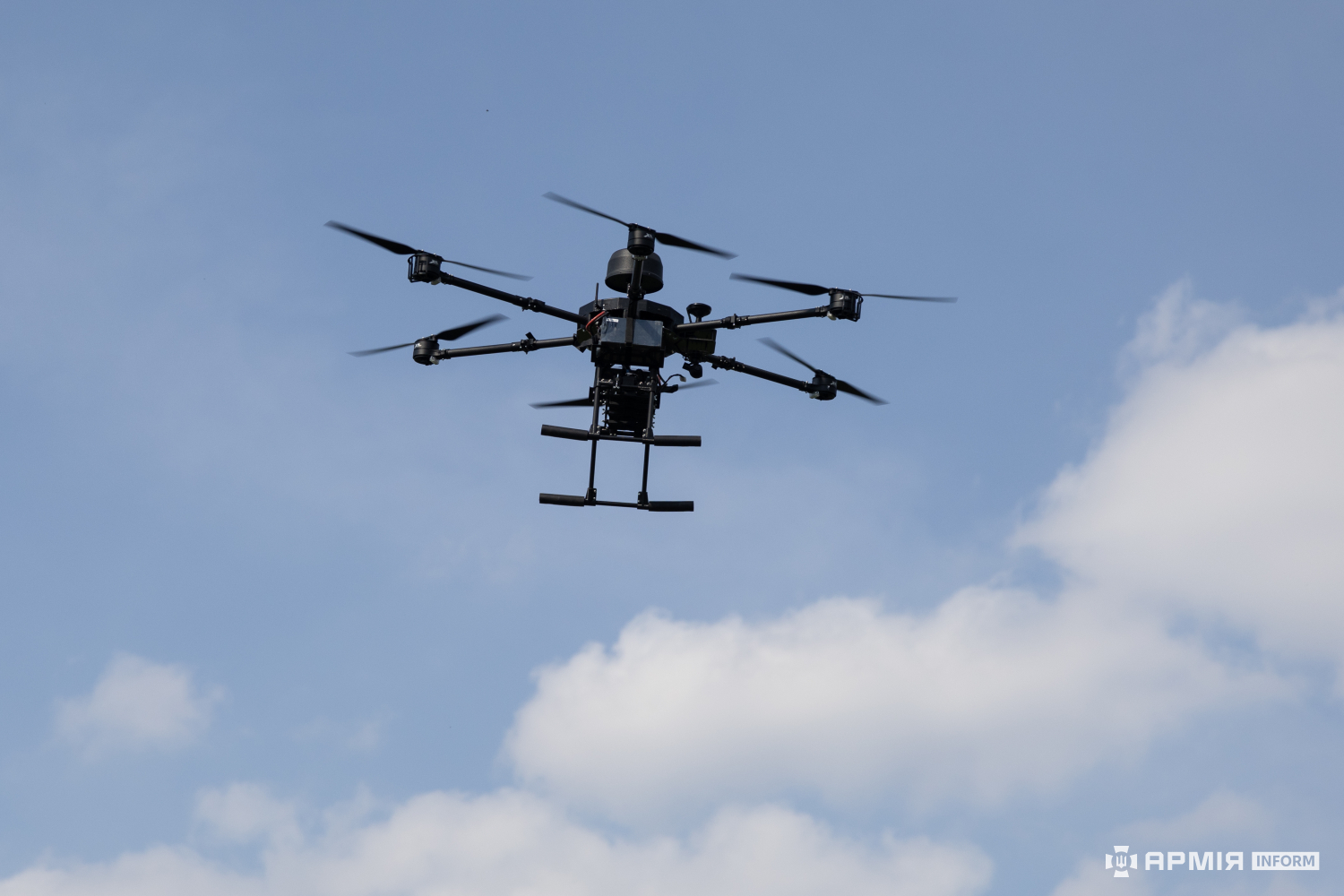
Vampyr v letu
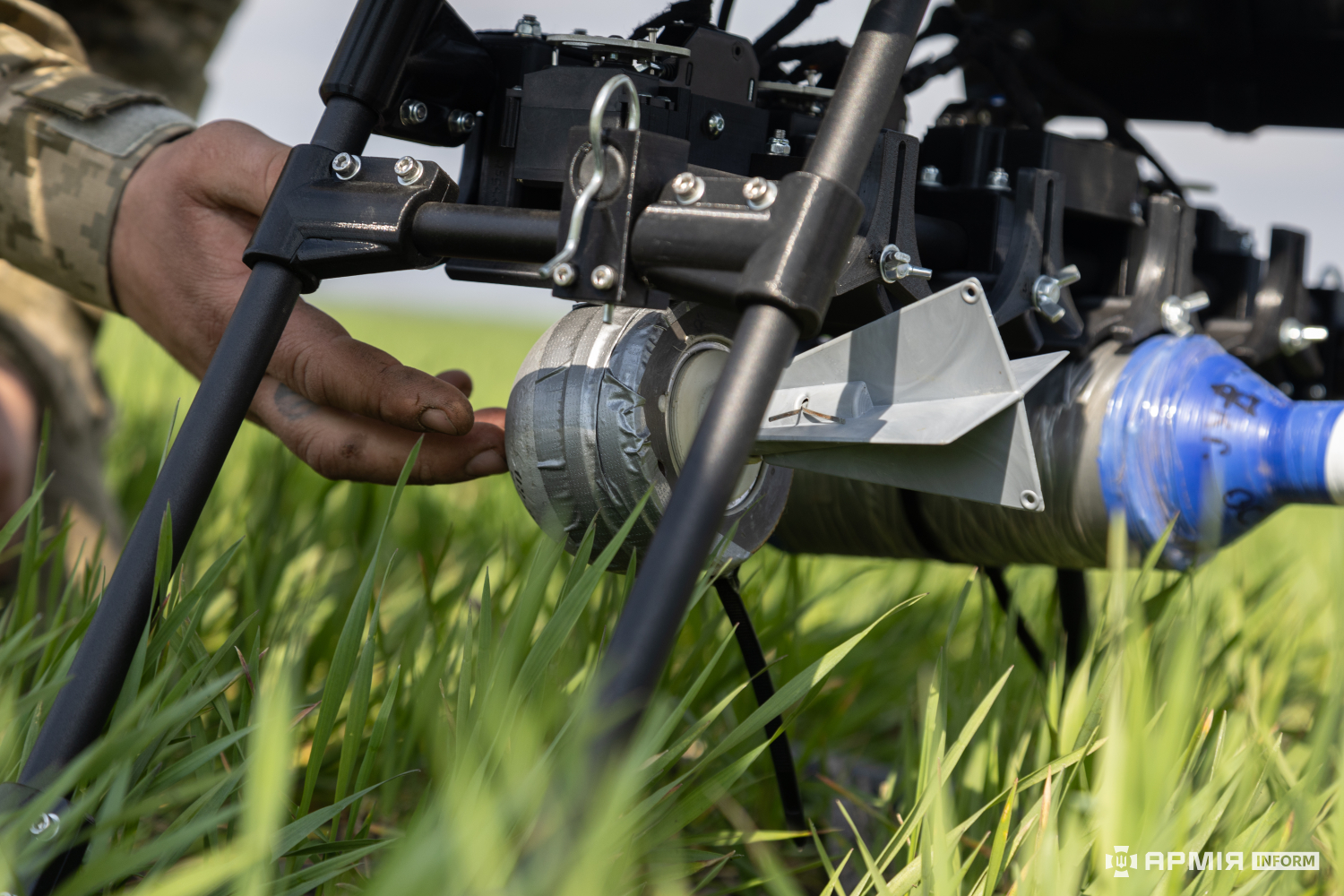
Podvěšená nálož
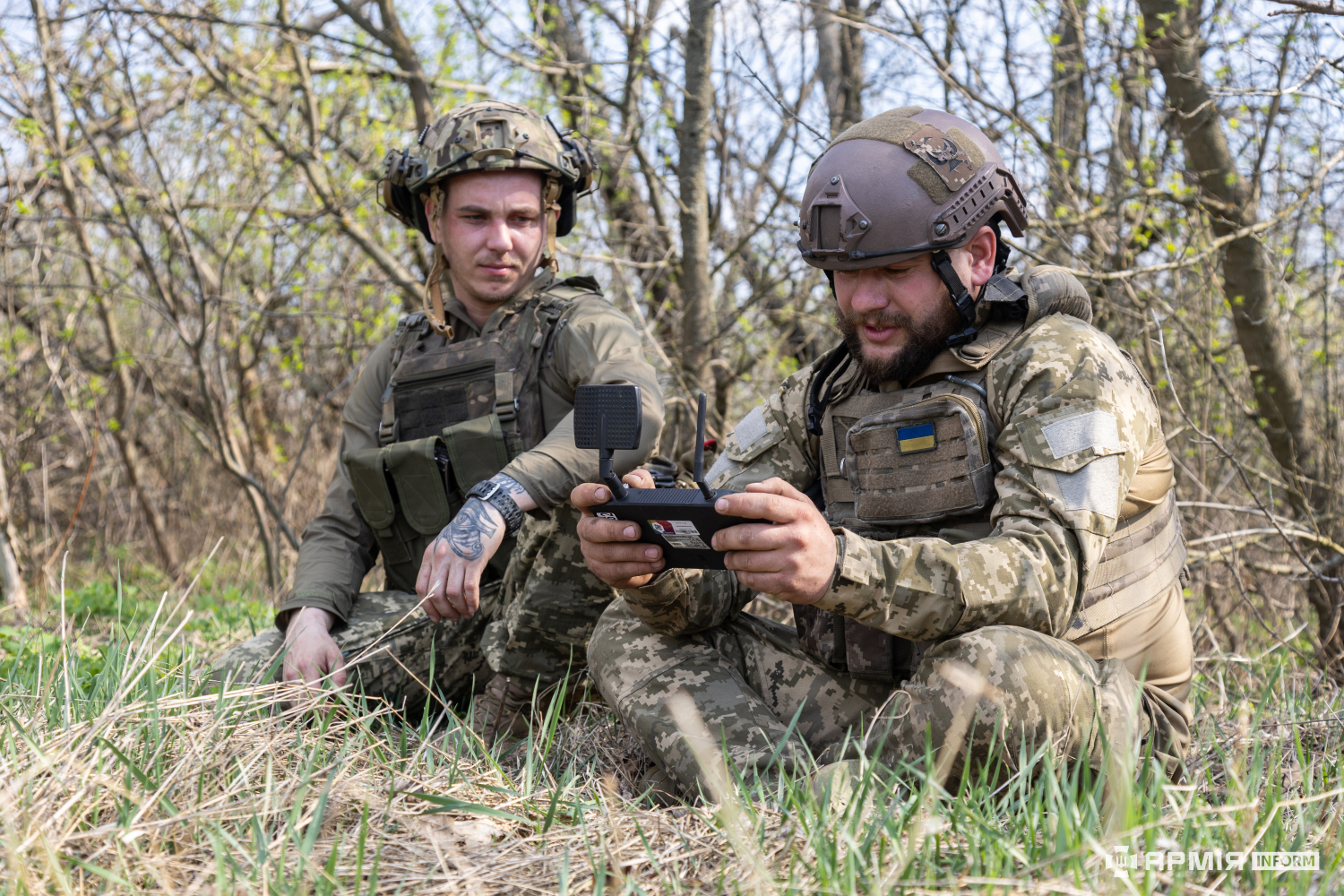
Operátoři s ovládací konzolí